# 清澤研道
清澤 研道（きよさわ けんどう、1943年 - ）は日本の医学者。専門は内科学、肝臓病学。医学博士（信州大学）。元信州大学医学部附属病院院長。現在は相澤病院名誉センター長、長野赤十字病院名誉院長、信州大学名誉教授。長野県出身。
C型肝炎研究で、肝がんとの因果関係を世界で初めて明らかにした。

## 経歴
- 1967年　信州大学医学部医学科 卒業
- 1973年　信州大学医学部 助手
- 1978年　同 講師
- 1985年　同 助教授
- 1995年　同 教授
- 1999年 - 2003年 信州大学医学部附属病院 院長

## 編著
- 「C型肝炎 病気のなり立ちから最新のインターフェロン療法まで」 保健同人社 2004
- 「ナースのための肝炎看護ハンドブック C型肝炎対策を中心に」 医薬ジャーナル社 2004